# Поликсена фон Хесен-Ротенбург-Рейнфелс
Поликсена фон Хесен-Ротенбург-Рейнфелс (на немски: Polyxena von Hessen-Rotenburg-Rheinfels) е ландграфиня от Хесен-Ротенбург и чрез женитба херцогиня на Савоя и кралица на Сардиния (1730 – 1735).

## Биография
Родена е на 21 септември 1706 година в Лангеншвалбах, Хесен. Дъщеря е на ландграф и херцог Ернст II Леополд фон Хесен-Ротенбург (1684 – 1749) и съпругата му Елеонора фон Льовенщайн-Вертхайм (1686 – 1753), също правнучка на ландграф Ернст I фон Хесен-Рейнфелс-Ротенбург (1623 – 1693).
От 1720 г. до нейната женитба е абатска дама в Торн, а от 1721 г. и в Есен.
Поликсена се омъжва на 23 юли 1724 г. в Тонон за херцог Карл-Емануил III Савойски (1701 – 1773) (Carlo Emanuele III), по-късният крал на Сардиния-Пиемонт (1730 – 1773), син на крал Виктор Амадей II. Тя е втората му съпруга. Той е вдовец на нейната братовчедка Анна Христина Луиза фон Пфалц-Зулцбах (1704 – 1723).
Поликсена умира от болест на 13 януари 1735 година на 28-годишна възраст в Кралския дворец в Торино. Погребана е в кралската базилика Суперга през 1786 г. Нейният съпруг се жени през 1737 г. за Елизабет Тереза Лотарингска (1711 – 1741), дъщеря на херцог Леополд Лотарингски, сестра на бъдещия император Франц I.

## Деца
Поликсена и Карл Емануил III имат децата:
- Виктор-Амадей III (1726 – 1796), херцог на Савоя, от 1773 г. крал на Сардиния
- Елеонора Мария Тереза (1728 – 1781), принцеса на Савоя
- Мария Луиза Габриела (1729 – 1767), принцеса на Савоя
- Мария Фелицита (1730 – 1801), принцеса на Савоя
- Емануил Филиберт (1731 – 1735), херцог на Аоста
- Карл Франциск Ромуалд (1733 – 1733), херцог на Шабле

## Галерия
- Децата на Карл Емануил и Поликсена фон Хесен-Ротенбург-Рейнфелс. От ляво на дъсно: Елеонора Мария, Виктор Амадей III, Мария Фелицита и Мария Луиза.
(Maria Giovanna Clementi, 1730/31, Musée Savoisien, Chambéry)
- Поликсена фон Хесен-Ротенбург
- Медальон на Поликсена фон Хесен-Ротенбург